# 若宮稲荷神社 (長崎市)
若宮稲荷神社（わかみやいなりじんじゃ）は、長崎県長崎市伊良林にある稲荷神社。亀山社中が存在したとされる場所（現・亀山社中記念館）から近く、坂本龍馬や幕末の志士が参詣したと伝わる。

## 社史
社伝によると、町役人の若杉喜三太が自邸に祀っていた楠木正成の守護神の稲荷大神を、延宝元年（1673年）に現・社地に移し奉斎したのが創建と伝わる。元文元年（1736年）に長崎奉行・細井因幡守安明が新たに参道を造営し、社殿を改築。以後、代々の奉行からの崇敬が厚かったと伝わる。「若宮様」と親しまれ、民謡「長崎七不思議」にも歌われている。
幕末期には、坂本龍馬や楠木正成を崇敬する幕末の志士達が参詣し、「1日も早く日本の新しい夜明けを来ること」を祈願したと伝わり、「勤皇稲荷」とも呼ばれていた。

## 祭神
- 稲荷大神

## 境内
- 参道石段の鳥居郡群 - 参道に約70の鳥居が建つ[1]。
- 方形鳥居 - 柱が四角柱の鳥居。文政5年（1822年）に長崎奉行・土方勝政が、長崎奉行所内の稲荷神社に奉納した鳥居を、1899年（明治2年）に現在地に移したと伝わる[1]。
- 神橋 - 坂本龍馬や幕末の志士が渡ったことから龍馬橋ともよばれる[3]。
- 手水舎
- 御神木
- 社務所
- 授与所
- 坂本龍馬之像 - 拝殿横にあり、風頭公園の坂本龍馬之像の原型である。製作者の山崎和國が亀山社中の一層の発展を願い当社へ寄贈し、2009年（平成21年）に亀山社中跡から移設したもの[1]。
- 展望所 - 長崎市内が見渡せ、正面に遠方に諏訪神社が見える。
- 拝殿
- 渡殿 - 巨岩の上に建ち、拝殿から本殿へと繋がる。
- 本殿

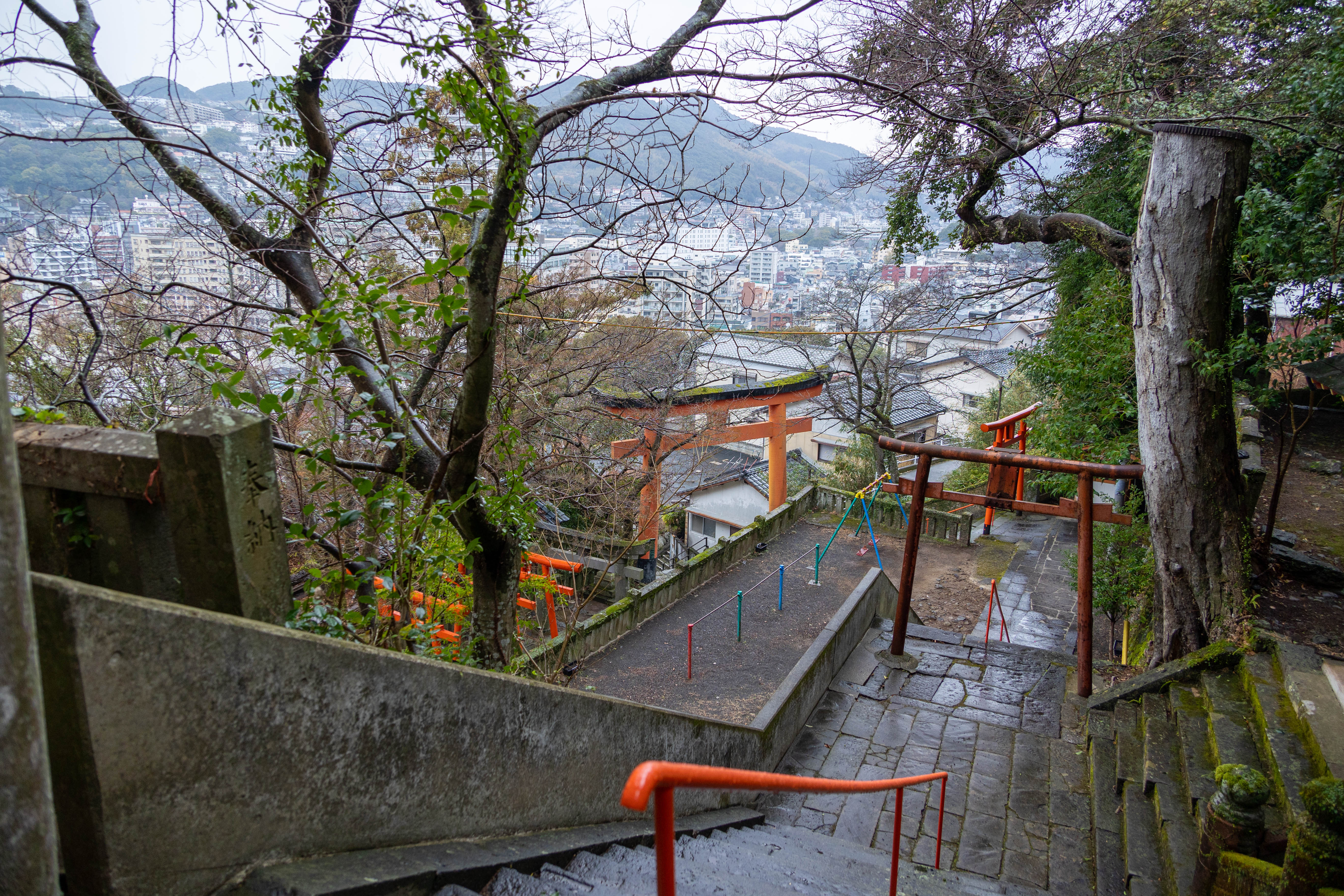
参道
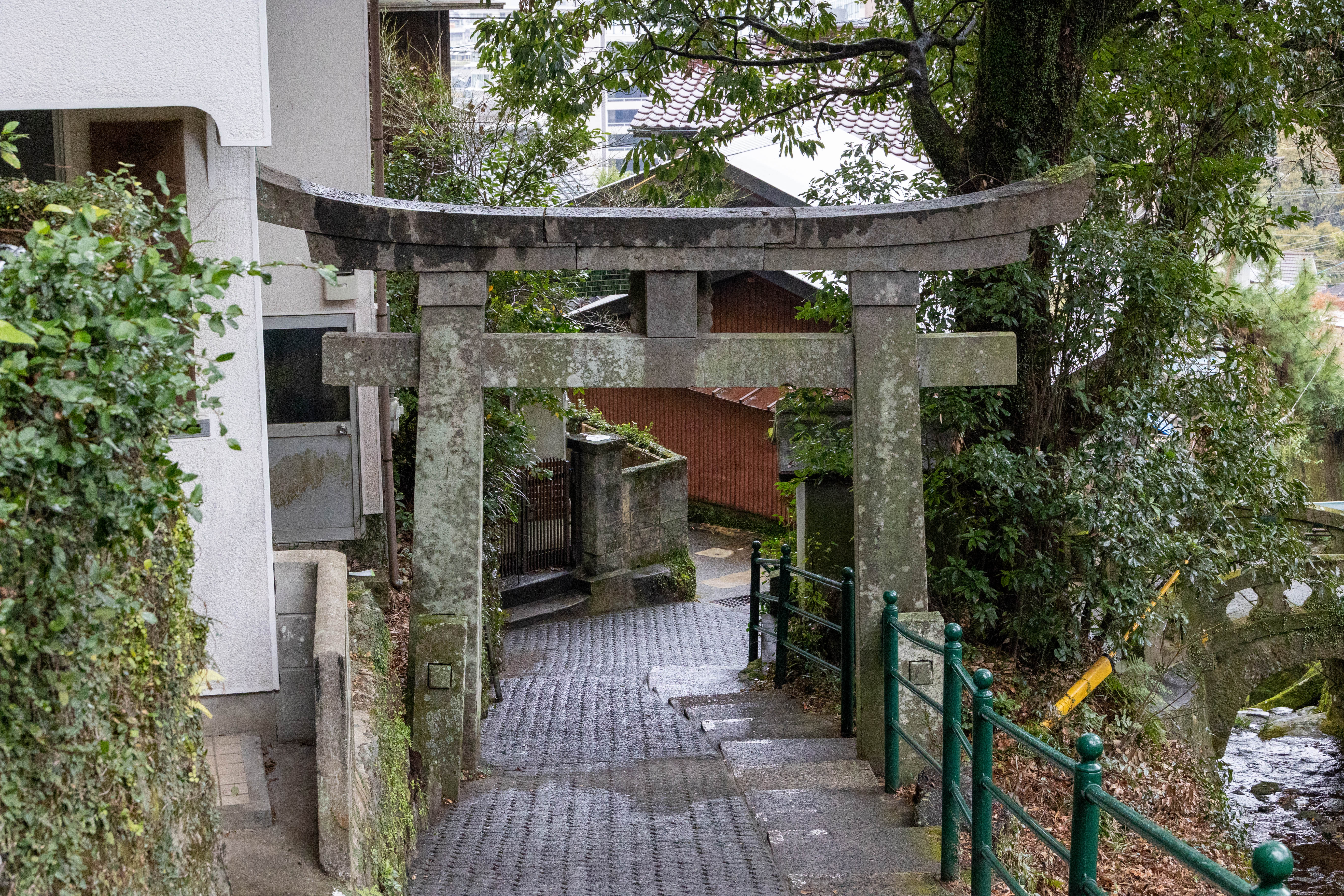
柱が四角柱の鳥居
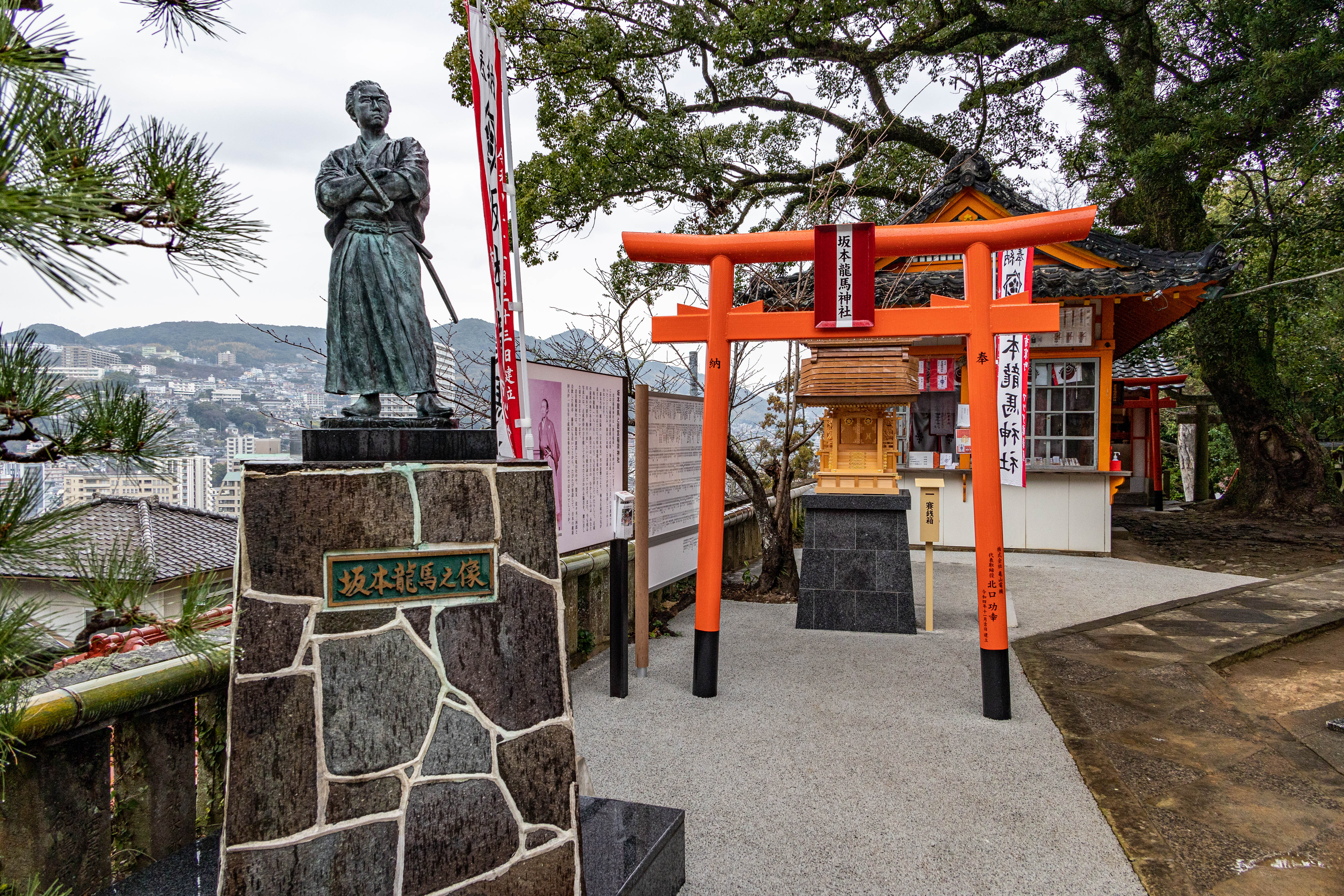
坂本龍馬像と境内社 坂本龍馬神社
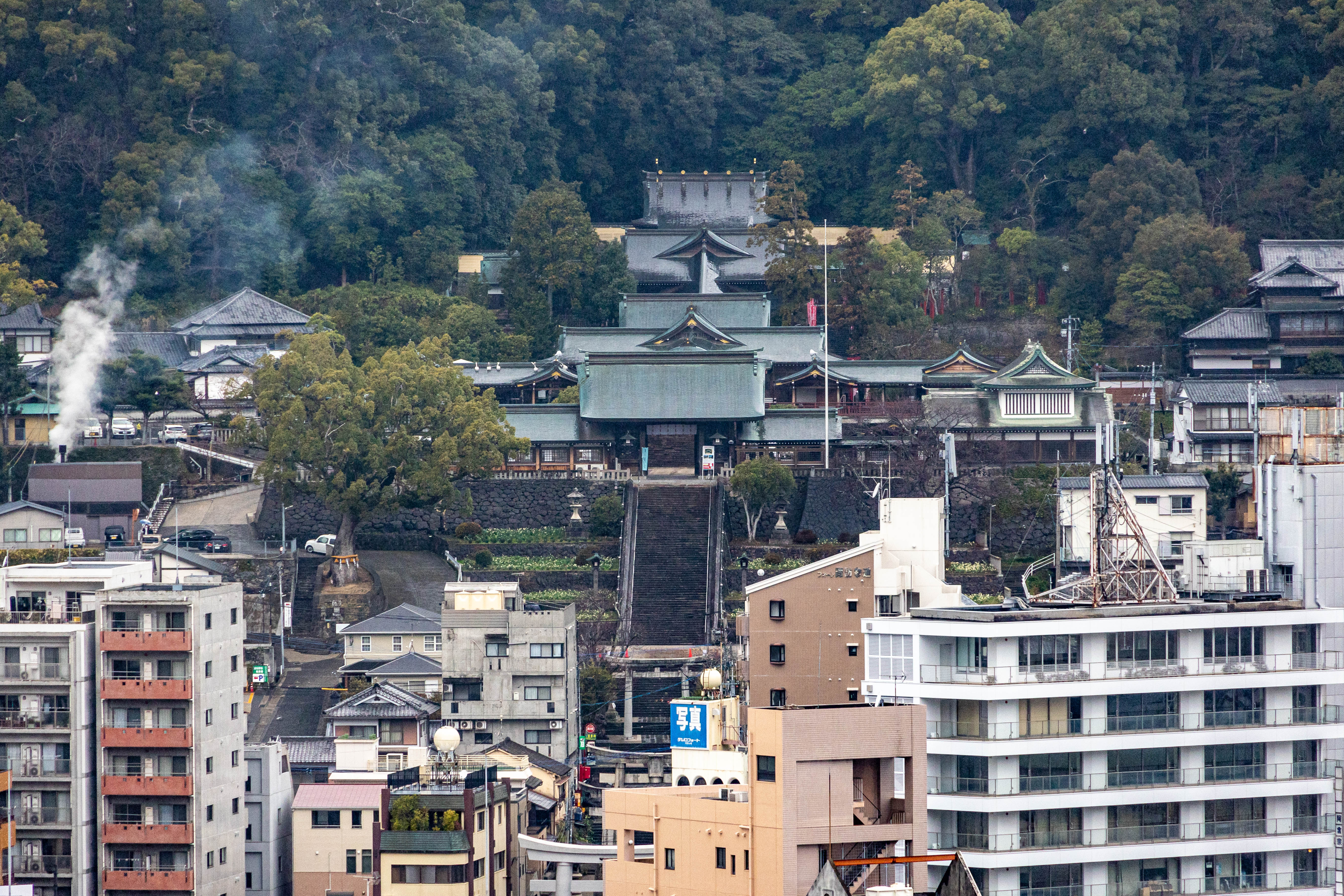
展望所からの眺め。正面に諏訪神社。
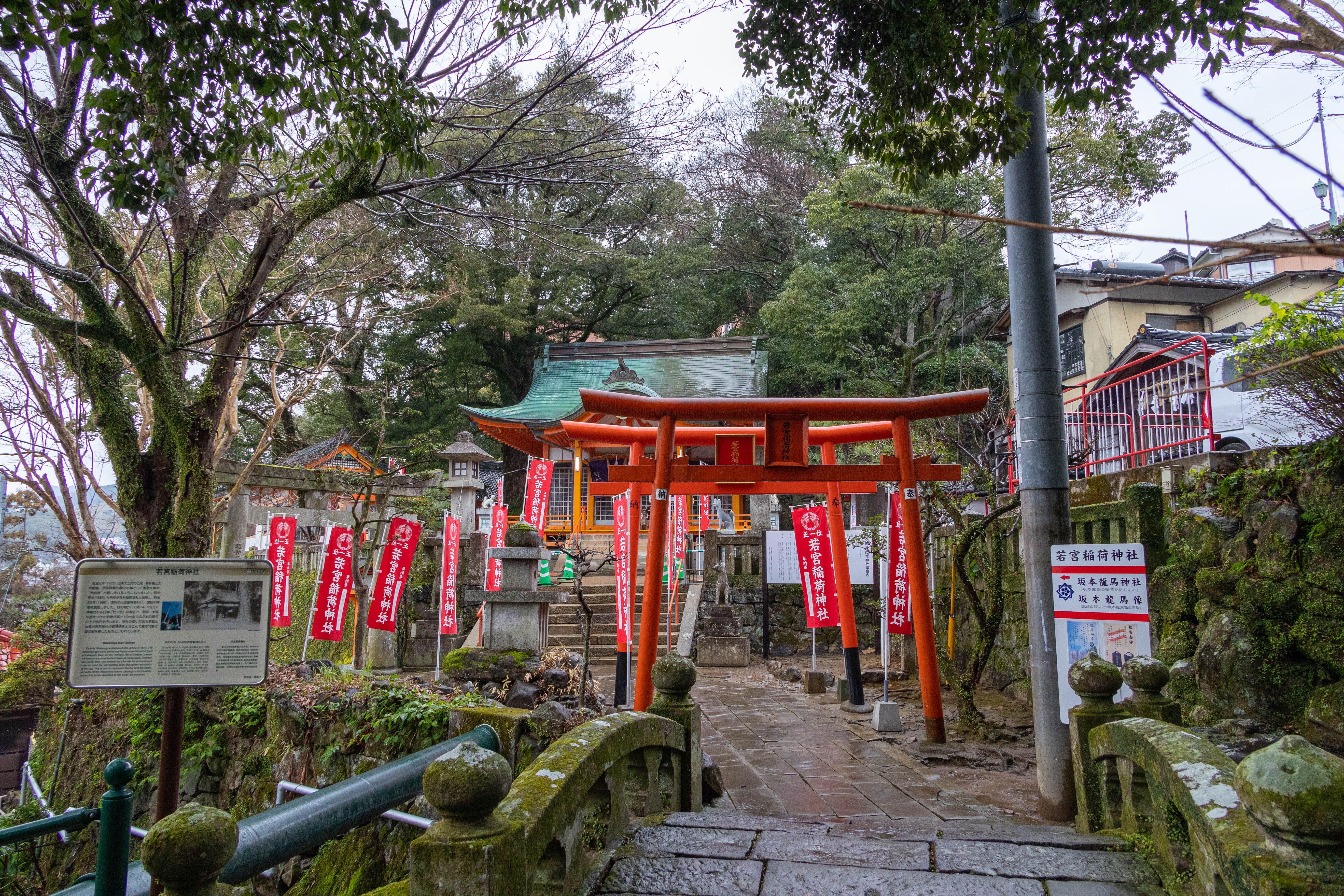
境内入り口から見た神橋、鳥居、拝殿
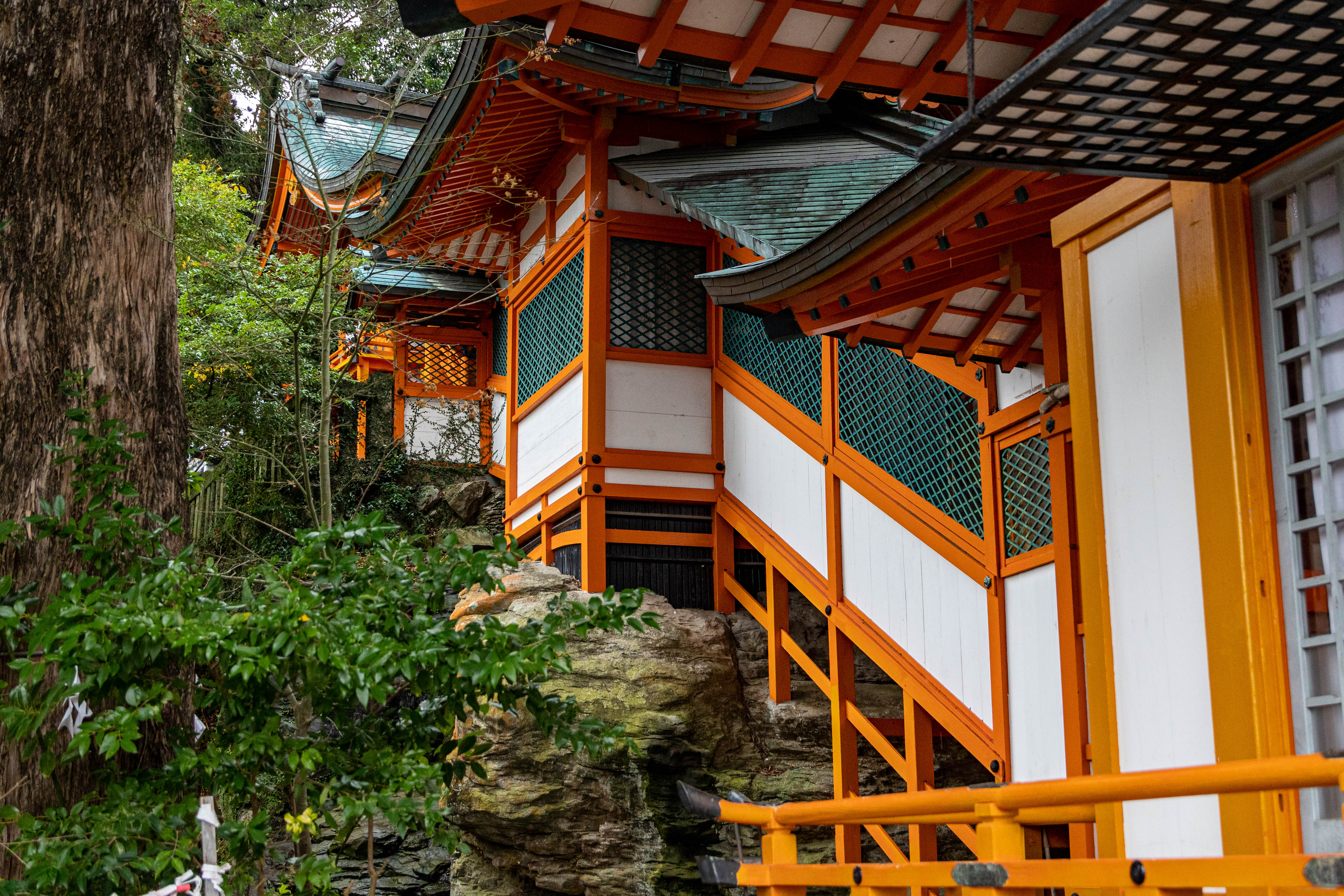
拝殿から続く渡殿、本殿

### 境内社
- 坂本龍馬神社 - 2022年（令和4年）に高知県の龍馬神社（佐川龍馬神社）より分霊。
- 荒熊神社
- 岩戸神社

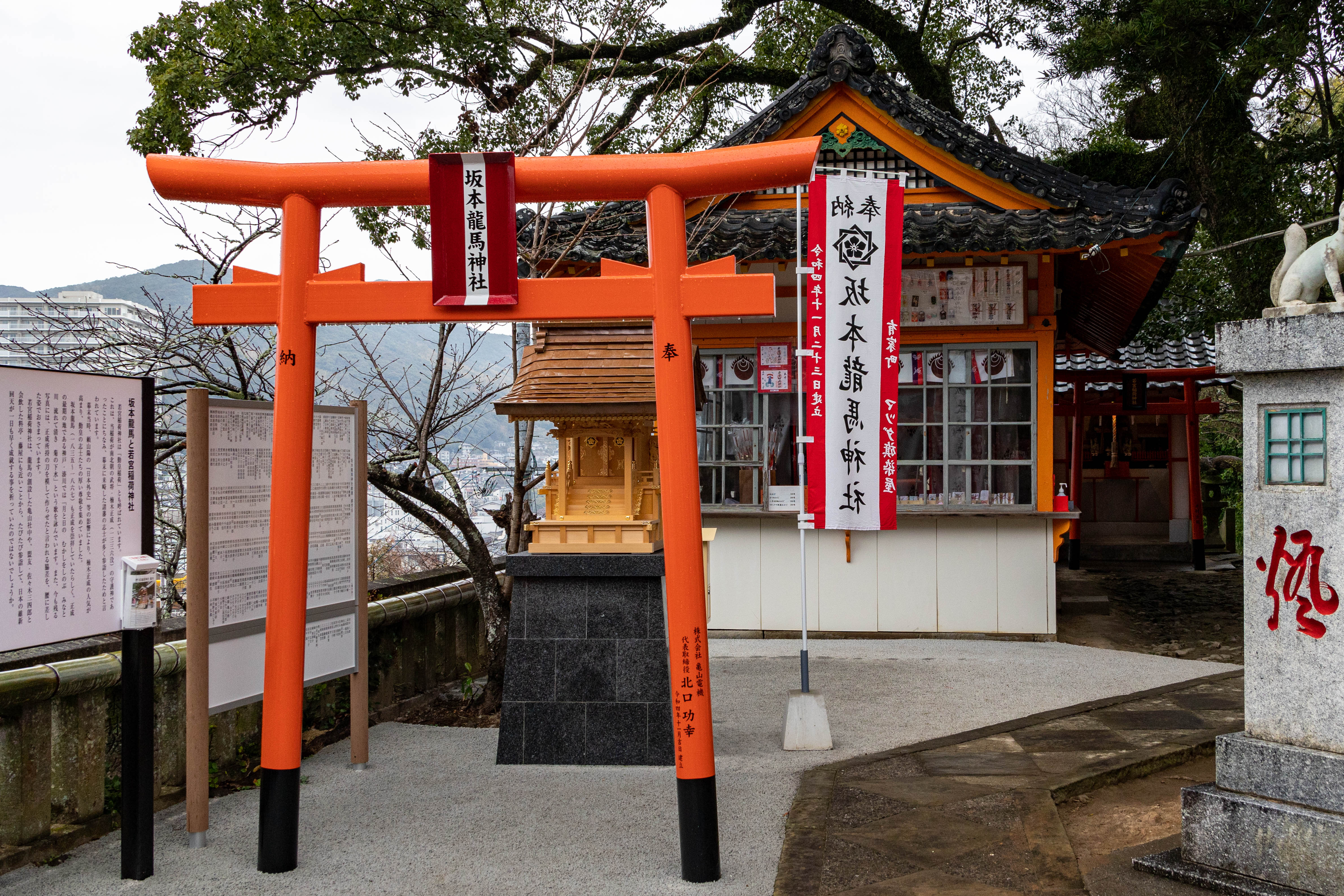
坂本龍馬神社
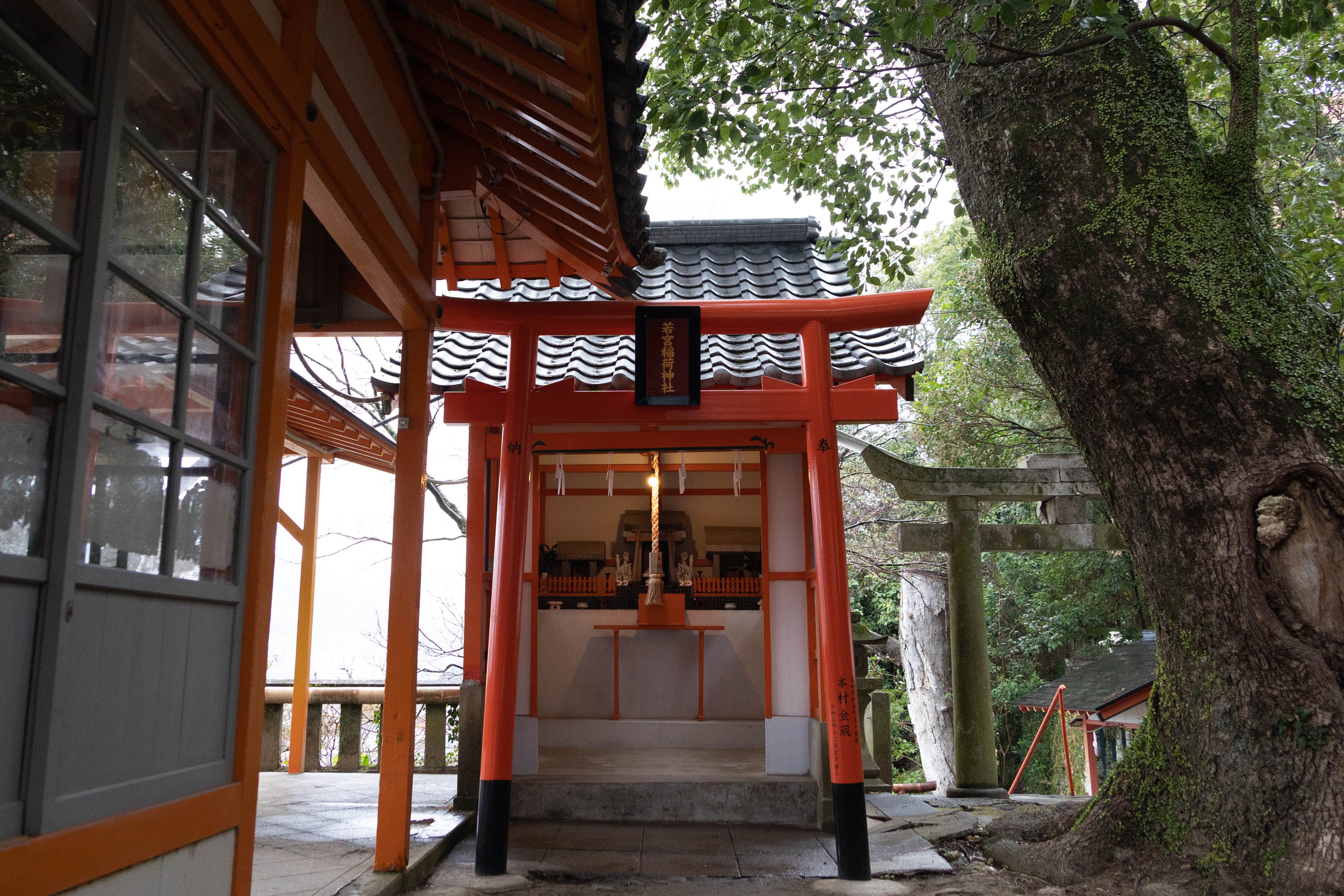
荒熊神社
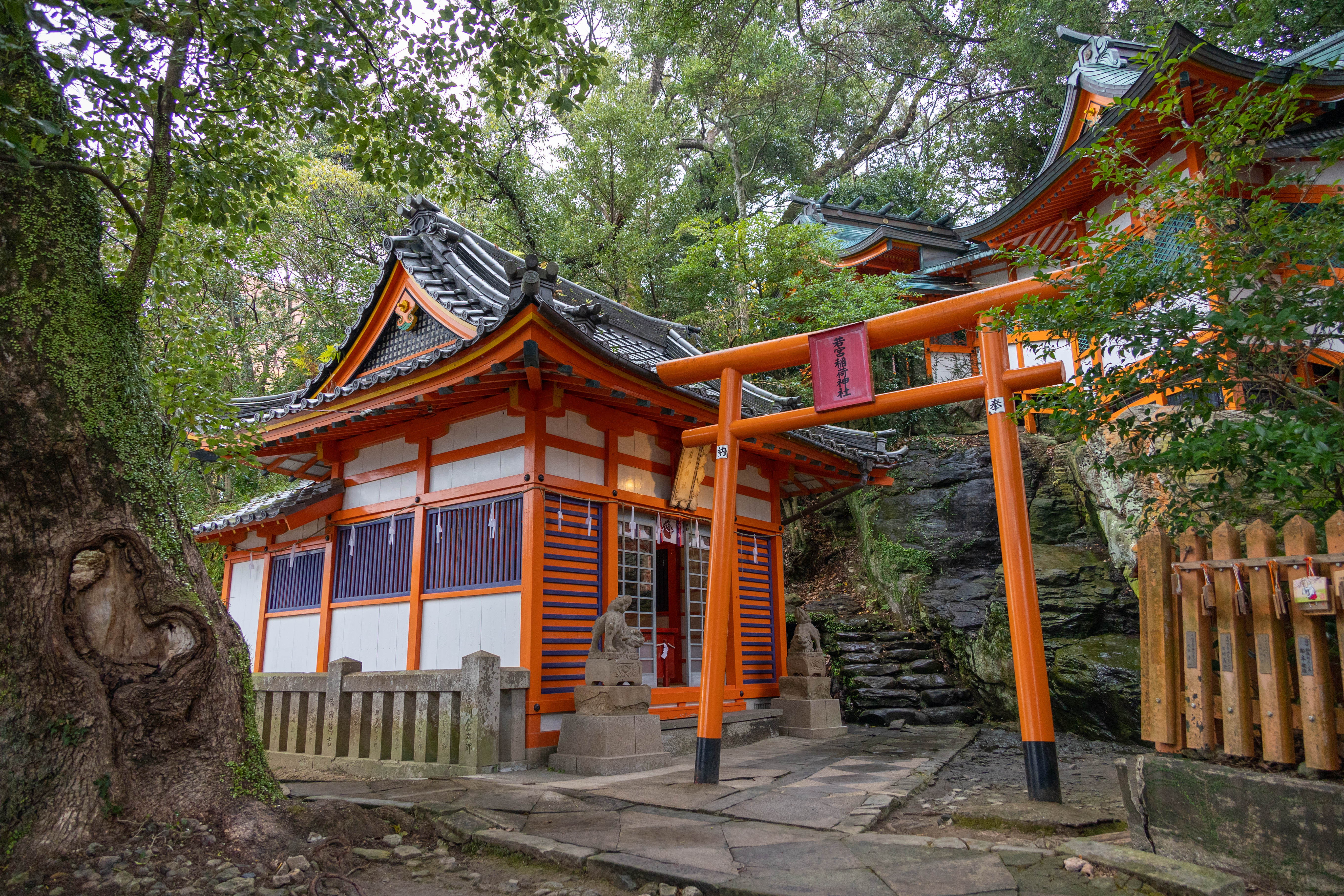
岩戸神社

## 竹ン芸
竹ン芸は、毎年10月14日、15日の例大祭に奉納される伝統芸能で、国の選択無形民俗文化財、および長崎市の無形民俗文化財に指定されている。境内に約10数メートルの竹竿が2本（男竹、女竹）建てられ、竹ン芸囃子（笛と締太鼓、三味線）に合わせ、白装束に白狐の面で扮装した二人（雄狐、女狐）が竹竿の上で空中芸を披露する。その起源は中国伝来の羅漢踊とされる。文政年間に「長崎くんち」の奉納踊として、長崎市・八百屋町から奉納されたのが初めてと伝えられ、明治30年代に若宮稲荷神社の例祭踊となった。

## 祭事
年間催事
- 1月：元旦 歳旦祭
- 2月：節分の日 - 節分祭
- 2月：初牛の日 - 初牛祭
- 10月14日、15日：例大祭

## 文化財
竹ン芸が、国の選択無形民俗文化財、および長崎市の無形民俗文化財に指定されている。

### 国の選択無形民俗文化財
- 竹ン芸 - 指定年月日：2003年（平成15年）2月20日[5]。

### 長崎市指定無形民俗文化財
- 若宮稲荷神社竹ン芸 - 指定年月日：1974年（昭和49年）3月8日[4]。

## アクセス
- 長崎電気軌道「長崎駅前」から「蛍茶屋」行乗車、「新大工町」下車、徒歩約10分。
- JR九州・長崎駅からバス乗車、「新大工町」下車、徒歩約14分。

## 近隣施設
- 風頭公園 - 坂本龍馬像がある
- 亀山社中資料展示場 - 当社から徒歩1分程度。
- 亀山社中記念館 - 亀山社中跡に建つ。
- 龍馬のぶーつ像 - 当社から亀山社中記念館へ向かう途中の見晴らしの良い場所に、龍馬が履いたブーツと舵輪のブロンズ像が立つ。